# Rhytidortalis averni
Rhytidortalis averni är en tvåvingeart som beskrevs av Mcalpine 2000. Rhytidortalis averni ingår i släktet Rhytidortalis och familjen bredmunsflugor. Inga underarter finns listade i Catalogue of Life.